# 메건 디 스탤리언
메건 조본 루스 피트(Megan Jovon Ruth Pete, 1995년 2월 15일 ~ )는 예명 메건 디 스탤리언(Megan Thee Stallion)으로 더 잘 알려진 미국의 래퍼이다. 텍사스주 휴스턴 출신으로, 프리스타일 영상이 인스타그램 등 소셜 미디어에서 화제가 되면서 처음 주목을 받았다.
2018년에 300 엔터테인먼트와 계약한 후 발매한 믹스테이프 Fever (2019)와 EP Suga (2020)는 빌보드 200 10위 안에 들었고, 정규 음반 Good News (2020)는 평단의 호평을 받았다. 비욘세가 피처링한 "Savage" 리믹스와 자신이 피처링한 카디 비의 "WAP"은 미국 빌보드 핫 100 1위를 기록했다. 자신과 도자 캣이 피처링한 아리아나 그란데의 2021년 싱글 "34+35 Remix"는 빌보드 핫 100 2위를 달성했다. 이후 컴필레이션 음반 Something for Thee Hotties를 발매했고, 이는 빌보드 200 10위 안에 들었다. 수록곡 "Thot Shit"은 빌보드 핫 100 20위 안에 들었고, 그래미 어워드 최우수 랩 퍼포먼스 후보로 선정되었다.
메건 더 스탤리언은 경력 동안 그래미 어워드 3개, 빌보드 뮤직 어워드 1개, 아메리칸 뮤직 어워드 4개 등 여러 음악상을 수상하였다. 제63회 그래미 어워드에서 1999년 로린 힐 이후 최우수 신인상을 수상한 두 번째 여성 래퍼가 되었다. 2020년에 타임 '가장 영향력 있는 100인'에 선정되었다.

## 생애 및 학력
메건 조본 루스 피트는 1995년 2월 15일에 텍사스주 샌안토니오에서 태어나 휴스턴에서 자랐다. 14살 때 랩 가사를 쓰기 시작했다. 고등학교 1학년 때 아버지가 돌아가셨고, 2013년에 펄랜드 고등학교를 졸업했다.
프레리 뷰 A&M 대학교 재학 중 자신의 프리스타일 영상을 SNS에 올리기 시작했다. 사이퍼에서 남자 래퍼들을 상대로 랩 배틀을 하는 영상이 화제가 되었고, 이로 인해 그의 SNS 팔로워 수가 증가했다. 휴학 후 텍사스 서던 대학교에서 공부를 재개했고, 2021년에 의료행정학과를 졸업했다.
큰 키(5'10" 또는 178cm)로 인해 청소년기에 종마(stallion)라고 불려 예명을 "Megan Thee Stallion"이라고 지었다.

## 경력

### 2016-2017: 초기
메건 더 스탤리언은 2016년에 데뷔 싱글 "Like a Stallion"을 발매한 후, 사운드클라우드에 믹스테이프 Rich Rachet과 Megan Mix를 공개했다. 2017년에 데뷔 EP Make It Hot을 발매했다.

### 2018-2019:Tina Snow와Fever
메건 더 스탤리언은 2018년 초에 1501 Certified 엔터테인먼트와 계약한 후 6월에 EP Tina Snow를 발매했다. 11월에 300 엔터테인먼트와 계약하여 레이블의 첫 번째 여성 래퍼가 되었다.
2019년 1월에 싱글 "Big Ole Freak"를 발매했고, 이는 그의 싱글 중 처음으로 빌보드 핫 100에 진입하여 최고 순위 65위를 기록했다. 5월에 믹스테이프 Fever를 발매했고, 이는 평론가들의 호평을 받았다. 6월에 'XXL 프레시맨 클래스'에 선정되었다. 8월에 래퍼 니키 미나즈와 타이 달라 사인이 피처링한 싱글 "Hot Girl Summer"를 발매했고, 이는 빌보드 핫 100 11위를 기록했다. 9월에 락 네이션과 매니지먼트 계약을 체결했고, 11월에 '타임 100 넥스트'에 선정되었다.

### 2020-2021:Suga,Good News,Something for Thee Hotties
메건 더 스탤리언은 2020년 1월에 EP Suga의 발매를 예고한 후 리드 싱글 "B.I.T.C.H."를 발매했다. 그러나 3월에 1501 Certified와 계약 재협상을 시도한 결과 EP 발매가 연기되었다고 밝혔다. 그는 1501와 처음 계약했을 때 일부 용어를 이해하지 못했다고 언급하면서 이 문제에 대한 인식을 높이기 위해 해시태그 #FreeTheeStallion을 시작했다.
판사가 1501에 일시적인 접근금지 명령을 내린 후, 메건 더 스탤리언은 Suga를 발매했다. 수록곡 "Savage"는 틱톡에서 큰 인기를 얻었다. 4월에 가수 비욘세가 피처링한 "Savage Remix"를 발매했고, 이는 그의 첫 빌보드 핫 100 1위 노래가 되었다. 8월에 래퍼 카디 비의 싱글 "WAP"에 피처링했고, 이는 그의 두 번째 1위 노래가 되었다. 화장품 브랜드 레블론의 글로벌 브랜드 앰버서더가 되었고, 9월에 타임 '가장 영향력 있는 100인'에 선정되었다. 11월에 데뷔 정규 음반 Good News를 발매했고, 이는 빌보드 200 2위로 진입했다.
2021년 3월에 그래미 어워드에서 최우수 신인 아티스트를 수상했고, "Savage Remix"는 최우수 랩 노래와 최우수 랩 퍼포먼스를 수상했다. 10월에 미발매곡과 프리스타일을 모은 컴필레이션 음반 Something for Thee Hotties를 발매했고, 이는 빌보드 200 5위로 진입했다. 11월에 글래머 올해의 여성 중 한 명으로 선정되었고, 아메리칸 뮤직 어워드에서 상 3개를 받았다.

### 2022:Traumazine
메건 더 스탤리언은 2022년 2월에 돌아가신 어머니 홀리 토마스와 아버지 조세프 피트를 기리기 위해 피트와 토마스 재단을 설립했다. 3월에 가수 두아 리파와 합작 싱글 "Sweetest Pie"를 발매했고, 8월에 2번째 정규 음반 Traumazine을 발매했다.

## 예술성
메건 더 스탤리언은 자신감, 관능성, 노골적인 가사로 잘 알려져 있다. 가사, 비디오, 라이브 공연을 통해 자신의 섹슈얼리티를 표현한다. 피치포크와의 인터뷰에서 "그것은 단지 섹시해지는 것에 관한 것이 아니라, 내 성에 대해 자신감과 내가 자신감을 갖는 것에 관한 것이다."라고 밝혔다.

## 디스코그래피
정규 음반
- Good News (2020)
- Traumazine (2022)
- MEGAN (2024)

## 필모그래피

### TV
| 연도      | 제목                   | 역할     |
| --------- | ---------------------- | -------- |
| 2019      | 지미 키멀 라이브!      | 게스트   |
| 2020      | 새터데이 나이트 라이브 | 게스트   |
| 2020      | 굿 걸스                | 오닉스   |
| 2020~현재 | 레전더리               | 심사위원 |

## 같이 보기
- 서던 힙합
- 유튜버 목록